# Cúp bóng đá châu Á 2023 (Bảng A)
Bảng A của Cúp bóng đá châu Á 2023 diễn ra từ ngày 12 đến 22 tháng 1 năm 2024. Bảng đấu bao gồm các đội chủ nhà kiêm đương kim vô địch Qatar, Trung Quốc, Tajikistan và Liban. Hai đội đầu bảng là Qatar và Tajikistan giành quyền vào vòng 16 đội.

## Các đội tuyển
| Vị trí bốc thăm | Đội tuyển  | Khu vực | Tư cách vượt qua vòng loại      | Ngày vượt qua vòng loại | Tham dự chung kết | Tham dự cuối cùng | Thành tích tốt nhất lần trước | Bảng xếp hạng FIFA | Bảng xếp hạng FIFA |
| Vị trí bốc thăm | Đội tuyển  | Khu vực | Tư cách vượt qua vòng loại      | Ngày vượt qua vòng loại | Tham dự chung kết | Tham dự cuối cùng | Thành tích tốt nhất lần trước | Tháng 4 năm 2023   | Tháng 12 năm 2023  |
| --------------- | ---------- | ------- | ------------------------------- | ----------------------- | ----------------- | ----------------- | ----------------------------- | ------------------ | ------------------ |
| A1              | Qatar      | WAFF    | Chủ nhà và nhất bảng E (vòng 2) | 7 tháng 6 năm 2021      | 11 lần            | 2019              | Vô địch (2019)                | 61                 | 58                 |
| A2              | Trung Quốc | EAFF    | Nhì bảng A (vòng 2)             | 15 tháng 6 năm 2021     | 13 lần            | 2019              | Á Quân (1984, 2004)           | 81                 | 79                 |
| A3              | Tajikistan | CAFA    | Nhất bảng F (vòng 3)            | 14 tháng 6 năm 2022     | 1 lần             | —                 | —                             | 109                | 106                |
| A4              | Liban      | WAFF    | Nhì bảng H (vòng 2)             | 15 tháng 6 năm 2021     | 3 lần             | 2019              | Vòng bảng (2000, 2019)        | 99                 | 107                |

Ghi chú
1. ↑  Bảng xếp hạng của tháng 4 năm 2023 được áp dụng để xếp các nhóm hạt giống cho lễ buổi bốc thăm.

## Bảng xếp hạng
| VT | Đội        | ST | T | H | B | BT | BB | HS | Đ | Giành quyền tham dự                 |
| -- | ---------- | -- | - | - | - | -- | -- | -- | - | ----------------------------------- |
| 1  | Qatar (H)  | 3  | 3 | 0 | 0 | 5  | 0  | +5 | 9 | Đi tiếp vào vòng đấu loại trực tiếp |
| 2  | Tajikistan | 3  | 1 | 1 | 1 | 2  | 2  | 0  | 4 | Đi tiếp vào vòng đấu loại trực tiếp |
| 3  | Trung Quốc | 3  | 0 | 2 | 1 | 0  | 1  | −1 | 2 |                                     |
| 4  | Liban      | 3  | 0 | 1 | 2 | 1  | 5  | −4 | 1 |                                     |

## Trận đấu

### Qatar vs Liban
| Qatar                       | 3–0      | Liban |
| --------------------------- | -------- | ----- |
| - Afif 45', 90+6' - Ali 56' | Chi tiết |       |

| Qatar | Liban |

| GK                      | 22 | Meshaal Barsham      |     |     |
| RB                      | 2  | Ró-Ró                | 90' |     |
| CB                      | 3  | Al-Mahdi Ali Mukhtar |     |     |
| CB                      | 12 | Lucas Mendes         |     |     |
| LB                      | 4  | Mohammed Waad        |     | 72' |
| CM                      | 20 | Ahmed Fatehi         |     |     |
| CM                      | 6  | Abdulaziz Hatem      |     | 79' |
| RW                      | 19 | Almoez Ali           |     | 78' |
| AM                      | 10 | Hassan Al-Haydos (c) |     | 57' |
| LW                      | 11 | Akram Afif           |     |     |
| CF                      | 9  | Yusuf Abdurisag      |     | 57' |
| Thay người:             |    |                      |     |     |
| MF                      | 23 | Mostafa Meshaal      |     | 57' |
| FW                      | 17 | Ismaeel Mohammad     |     | 57' |
| DF                      | 14 | Homam Ahmed          |     | 72' |
| FW                      | 7  | Ahmed Alaaeldin      | 86' | 78' |
| MF                      | 24 | Jassem Gaber         |     | 79' |
| Huấn luyện viên trưởng: |    |                      |     |     |
| Tintín Márquez          |    |                      |     |     |

| GK                      | 21 | Mostafa Matar          |     |     |
| CB                      | 12 | Robert Alexander Melki |     |     |
| CB                      | 18 | Kassem El Zein         |     |     |
| CB                      | 4  | Nour Mansour           |     |     |
| RWB                     | 6  | Hussein Zein           |     |     |
| CM                      | 20 | Ali Tneich             |     |     |
| CM                      | 10 | Mohamad Haidar         | 51' | 70' |
| CM                      | 16 | Walid Shour            |     | 70' |
| LWB                     | 5  | Nassar Nassar          |     | 87' |
| CF                      | 22 | Bassel Jradi           |     | 80' |
| CF                      | 7  | Hassan Maatouk (c)     |     | 70' |
| Thay người:             |    |                        |     |     |
| MF                      | 26 | Hasan Srour            | 80' | 70' |
| FW                      | 9  | Hilal El-Helwe         |     | 70' |
| FW                      | 11 | Omar Bugiel            |     | 70' |
| FW                      | 24 | Gabriel Bitar          |     | 80' |
| FW                      | 8  | Soony Saad             |     | 87' |
| Huấn luyện viên trưởng: |    |                        |     |     |
| Miodrag Radulović       |    |                        |     |     |

| Cầu thủ xuất sắc của trận đấu: Akram Afif (Qatar) Trợ lý trọng tài: Anton Shchetinin (Úc) Ashley Beecham (Úc) Trọng tài thứ tư: Ko Hyung-jin (Hàn Quốc) Trợ lý trọng tài dự bị: Yoon Jae-yeol (Hàn Quốc) Trợ lý trọng tài video: Shaun Evans (Úc) Trợ lý của trọng tài VAR: Kate Jacewicz (Úc) Yoo Jae-yeol (Hàn Quốc) Trợ lý trọng tài dự bị của trọng tài VAR: Kamikawa Toru (Nhật Bản) |

### Trung Quốc vs Tajikistan
| Trung Quốc | 0–0      | Tajikistan |
| ---------- | -------- | ---------- |
|            | Chi tiết |            |

| Trung Quốc | Tajikistan |

| GK                  | 1  | Nhan Tuấn Lăng      |     |     |
| RB                  | 5  | Trương Lâm Bồng (c) |     |     |
| CB                  | 3  | Chu Thần Kiệt       |     |     |
| LB                  | 2  | Tyias Browning      |     |     |
| RM                  | 21 | Lưu Bân Bân         |     |     |
| CM                  | 18 | Đới Vĩ Tuấn         |     | 72' |
| CM                  | 6  | Vương Thượng Nguyên | 28' |     |
| LM                  | 19 | Lưu Dương           |     |     |
| RF                  | 7  | Vũ Lỗi              |     | 72' |
| CF                  | 11 | Đàm Long            |     | 58' |
| LF                  | 26 | Vương Thu Minh      |     | 58' |
| Thay người:         |    |                     |     |     |
| MF                  | 8  | Từ Tân              |     | 58' |
| FW                  | 9  | Trương Ngọc Ninh    |     | 58' |
| MF                  | 23 | Lâm Lương Minh      |     | 72' |
| MF                  | 10 | Tạ Bằng Phi         |     | 72' |
| Huấn luyện viên:    |    |                     |     |     |
| Aleksandar Janković |    |                     |     |     |

| GK               | 1  | Rustam Yatimov            |       |       |
| RB               | 5  | Manuchekhr Safarov        |       |       |
| CB               | 6  | Vakhdat Khanonov          |       |       |
| CB               | 2  | Zoir Dzhuraboyev          |       |       |
| LB               | 19 | Akhtam Nazarov            |       |       |
| RM               | 7  | Parvizdzhon Umarbayev (c) | 74'   |       |
| CM               | 14 | Alisher Shukurov          |       | 89'   |
| LM               | 16 | Ehson Panjshanbe          |       |       |
| RF               | 13 | Amadoni Kamolov           |       | 90‎+‎6' |
| CF               | 9  | Rustam Soirov             |       | 89'   |
| LF               | 10 | Alisher Dzhalilov         |       |       |
| Thay người:      |    |                           |       |       |
| MF               | 20 | Alidzhoni Ayni            |       | 89'   |
| FW               | 22 | Shahrom Samiev            | 90+4' | 89'   |
| FW               | 15 | Shervoni Mabatshoev       |       | 90‎+‎6' |
| Huấn luyện viên: |    |                           |       |       |
| Petar Šegrt      |    |                           |       |       |

| Cầu thủ xuất sắc của trận đấu: Liu Yang (Trung Quốc) Trợ lý trọng tài: Khalaf Al-Shammari (Ả Rập Xê Út) Yasir Al-Sultan (Ả Rập Xê Út) Trọng tài thứ tư: Nazmi Nasaruddin (Malaysia) Trợ lý trọng tài dự bị: Mohamad Zairul Bin Khalil Tan (Malaysia) Trợ lý trọng tài video: Khalid Al-Turais (Ả Rập Xê Út) Trợ lý của trọng tài VAR: Abdullah Jamali (Úc) Mohamad Zairul Bin Khalil Tan (Malaysia) Trợ lý trọng tài dự bị của trọng tài VAR: Ismail Al-Hafi (Jordan) |

### Liban vs Trung Quốc
| Liban | 0–0      | Trung Quốc |
| ----- | -------- | ---------- |
|       | Chi tiết |            |

| Liban | Trung Quốc |

| GK                | 21 | Mostafa Matar          |  |       |
| RB                | 18 | Kassem El Zein         |  |       |
| CB                | 4  | Nour Mansour           |  | 18'   |
| LB                | 13 | Khalil Khamis          |  |       |
| RM                | 3  | Maher Sabra            |  |       |
| CM                | 25 | Hassan Srour           |  | 90+3' |
| CM                | 20 | Ali Tneich             |  |       |
| LM                | 6  | Hussein Zein           |  |       |
| AM                | 22 | Bassel Jradi           |  |       |
| CF                | 7  | Hassan Maatouk (c)     |  | 71'   |
| CF                | 11 | Omar Bugiel            |  | 90+3' |
| Thay người:       |    |                        |  |       |
| DF                | 12 | Alexander Michel Melki |  | 18'   |
| MF                | 10 | Mohamad Haidar         |  | 71'   |
| FW                | 9  | Hilal El-Helwe         |  | 90+3' |
| MF                | 16 | Walid Shour            |  | 90+3' |
| Huấn luyện viên:  |    |                        |  |       |
| Miodrag Radulović |    |                        |  |       |

| GK                  | 1  | Nhan Tuấn Lăng      |     |     |
| RWB                 | 21 | Lưu Bân Bân         |     | 71' |
| RB                  | 5  | Trương Lâm Bồng (c) |     |     |
| CB                  | 2  | Tyias Browning      |     |     |
| LB                  | 3  | Chu Thần Kiệt       |     |     |
| LWB                 | 19 | Lưu Dương           |     |     |
| RM                  | 8  | Từ Tân              |     | 71' |
| CM                  | 6  | Vương Thượng Nguyên |     |     |
| LM                  | 18 | Đới Vĩ Tuấn         |     |     |
| CF                  | 7  | Vũ Lỗi              |     | 66' |
| CF                  | 9  | Trương Ngọc Ninh    | 30' | 66' |
| Thay người:         |    |                     |     |     |
| FW                  | 11 | Đàm Long            |     | 66' |
| MF                  | 23 | Lâm Lương Minh      |     | 66' |
| MF                  | 10 | Tạ Bằng Phi         |     | 71' |
| MF                  | 15 | Ngô Hi              |     | 71' |
| Huấn luyện viên:    |    |                     |     |     |
| Aleksandar Janković |    |                     |     |     |

| Cầu thủ xuất sắc của trận đấu: Mostafa Matar (Liban) Trợ lý trọng tài: Park Sang-jun (Hàn Quốc) Kim Kyoung-min (Hàn Quốc) Trọng tài thứ tư: Ilgiz Tantashev (Uzbekistan) Trợ lý trọng tài dự bị: Andrey Tsapenko (Uzbekistan) Trợ lý trọng tài video: Kim Jong-hyeok (Hàn Quốc) Trợ lý của trọng tài VAR: Kim Hee-gon (Hàn Quốc) Andrey Tsapenko (Uzbekistan) Trợ lý trọng tài dự bị của trọng tài VAR: Cheung Yim Yau (Hồng Kông) |

### Tajikistan vs Qatar
| Tajikistan | 0–1      | Qatar      |
| ---------- | -------- | ---------- |
|            | Chi tiết | - Afif 17' |

| Tajikistan | Qatar |

| GK               | 1  | Rustam Yatimov        |        |       |
| RB               | 5  | Manuchekhr Safarov    | 35'    |       |
| CB               | 6  | Vakhdat Khanonov      | 81'    |       |
| CB               | 2  | Zoir Dzhuraboyev      |        |       |
| LB               | 19 | Akhtam Nazarov (c)    |        | 82'   |
| RM               | 13 | Amadoni Kamolov       | 81'    |       |
| CM               | 7  | Parvizdzhon Umarbayev |        | 82'   |
| CM               | 14 | Alisher Shukurov      |        | 90‎+‎1' |
| CM               | 17 | Ehson Panjshanbe      |        |       |
| CF               | 9  | Rustam Soirov         |        | 46'   |
| CF               | 10 | Alisher Dzhalilov     |        | 90‎+‎1' |
| Thay người:      |    |                       |        |       |
| FW               | 22 | Shahrom Samiev        |        | 46'   |
| FW               | 15 | Shervoni Mabatshoev   |        | 82'   |
| DF               | 3  | Tabrezi Davlatmir     |        | 82'   |
| MF               | 20 | Alidzhoni Ayni        | 90‎+‎10' | 90‎+‎1' |
| FW               | 25 | Nuriddin Khamrokulov  |        | 90‎+‎1' |
| Huấn luyện viên: |    |                       |        |       |
| Petar Šegrt      |    |                       |        |       |

| GK               | 22 | Meshaal Barsham      |        |     |
| RB               | 15 | Bassam Al-Rawi       |        |     |
| CB               | 5  | Tarek Salman         |        |     |
| CB               | 12 | Lucas Mendes         |        |     |
| LB               | 4  | Mohammed Waad        | 60'    |     |
| CM               | 23 | Mostafa Meshaal      |        | 59' |
| CM               | 20 | Ahmed Fatehi         | 45‎+‎1'  | 65' |
| CM               | 24 | Jassem Gaber         |        | 88' |
| RF               | 17 | Ismaeel Mohammad (c) |        | 46' |
| CF               | 19 | Almoez Ali           |        |     |
| LF               | 11 | Akram Afif           |        |     |
| Thay người:      |    |                      |        |     |
| FW               | 25 | Ahmed Al Ganehi      |        | 46' |
| MF               | 10 | Hassan Al-Haydos     |        | 59' |
| DF               | 16 | Boualem Khoukhi      |        | 65' |
| DF               | 2  | Ró-Ró                | 90‎+‎11' | 88' |
| Huấn luyện viên: |    |                      |        |     |
| Tintín Márquez   |    |                      |        |     |

| Cầu thủ xuất sắc của trận đấu: Akram Afif (Qatar) Trợ lý trọng tài: Jun Mihara (Nhật Bản) Takumi Takagi (Nhật Bản) Trọng tài thứ tư: Yoshimi Yamashita (Nhật Bản) Trợ lý trọng tài dự bị: Naomi Teshirogi (Nhật Bản) Trợ lý trọng tài video: Jumpei Iida (Nhật Bản) Trợ lý của trọng tài VAR: Yusuke Araki (Nhật Bản) Naomi Teshirogi (Nhật Bản) Trợ lý trọng tài dự bị của trọng tài VAR: Saad Al-Fadhli (Kuwait) |

### Qatar vs Trung Quốc
| Qatar           | 1–0      | Trung Quốc |
| --------------- | -------- | ---------- |
| - Al-Haydos 66' | Chi tiết |            |

| Qatar | Trung Quốc |

| GK               | 1  | Saad Al-Sheeb (c)    |     | 46' |     |
| RB               | 15 | Bassam Al-Rawi       | 70' |     |     |
| CB               | 3  | Al-Mahdi Ali Mukhtar |     |     |     |
| CB               | 16 | Boualem Khoukhi      |     |     |     |
| LB               | 18 | Sultan Al-Brake      |     |     |     |
| RM               | 8  | Ali Assadalla        |     |     |     |
| CM               | 6  | Abdulaziz Hatem      |     | 46' |     |
| LM               | 23 | Mostafa Meshaal      |     | 64' |     |
| RF               | 9  | Yusuf Abdurisag      |     | 64' |     |
| CF               | 7  | Ahmed Alaaeldin      |     | 46' |     |
| LF               | 13 | Khalid Muneer        | 80' |     |     |
| Thay người:      |    |                      |     |     |     |
| GK               | 21 | Salah Zakaria        |     | 46' | 63' |
| FW               | 25 | Ahmed Al Ganehi      | 88' | 46' |     |
| MF               | 24 | Jassem Gaber         |     | 46' |     |
| GK               | 22 | Meshaal Barsham      |     | 63' |     |
| MF               | 10 | Hassan Al-Haydos     |     | 64' |     |
| FW               | 11 | Akram Afif           |     | 64' |     |
| Huấn luyện viên: |    |                      |     |     |     |
| Tintín Márquez   |    |                      |     |     |     |

| GK                  | 1  | Yan Junling     |  |     |
| RB                  | 21 | Liu Binbin      |  | 46' |
| RCB                 | 5  | Zhang Linpeng   |  |     |
| CB                  | 2  | Tyias Browning  |  |     |
| LCB                 | 3  | Zhu Chenjie     |  |     |
| LB                  | 19 | Liu Yang        |  |     |
| RM                  | 23 | Lin Liangming   |  | 75' |
| CM                  | 6  | Wang Shangyuan  |  | 85' |
| CM                  | 15 | Wu Xi (c)       |  | 67' |
| LM                  | 20 | Wei Shihao      |  | 67' |
| CF                  | 9  | Zhang Yuning    |  |     |
| Thay người:         |    |                 |  |     |
| MF                  | 10 | Xie Pengfei     |  | 46' |
| MF                  | 8  | Xu Xin          |  | 67' |
| MF                  | 7  | Wu Lei          |  | 67' |
| FW                  | 11 | Tan Long        |  | 75' |
| DF                  | 24 | Jiang Shenglong |  | 85' |
| Huấn luyện viên:    |    |                 |  |     |
| Aleksandar Janković |    |                 |  |     |

| Cầu thủ xuất sắc của trận đấu: Trợ lý trọng tài: Abdulhadi Al-Anezi (Kuwait) Ahmad Abbas (Kuwait) Trọng tài thứ tư: Shaun Evans (Úc) Trợ lý trọng tài dự bị: Anton Shchetinin (Úc) Trợ lý trọng tài video: Ahmad Al-Ali (Kuwait) Trợ lý của trọng tài VAR: Adel Al-Naqbi (UAE) |

### Tajikistan vs Liban
| Tajikistan                          | 2–1      | Liban       |
| ----------------------------------- | -------- | ----------- |
| - Umarbayev 80' - Khamrokulov 90+2' | Chi tiết | - Jradi 47' |

| Tajikistan | Liban |

| GK               | 1  | Rustam Yatimov         |        |        |
| RB               | 5  | Manuchekhr Safarov     |        |        |
| CB               | 6  | Vakhdat Khanonov       |        |        |
| CB               | 2  | Zoir Dzhuraboyev       | 27'    |        |
| LB               | 19 | Akhtam Nazarov (c)     |        | 90+‎12' |
| RM               | 15 | Shervoni Mabatshoev    |        | 72'    |
| CM               | 7  | Parvizdzhon Umarbayev  |        |        |
| CM               | 14 | Alisher Shukurov       |        | 72'    |
| LM               | 17 | Ehson Panjshanbe       | 90‎+‎7'  |        |
| CF               | 9  | Rustam Soirov          |        | 72'    |
| CF               | 10 | Alisher Dzhalilov      |        | 88'    |
| Thay người:      |    |                        |        |        |
| MF               | 11 | Mukhammadzhon Rakhimov |        | 72'    |
| FW               | 22 | Shahrom Samiev         |        | 72'    |
| FW               | 25 | Nuriddin Khamrokulov   |        | 72'    |
| MF               | 18 | Ruslan Khayloev        | 90‎+‎12‎' | 88'    |
| DF               | 3  | Tabrezi Davlatmir      |        | 90‎+‎12‎' |
| Huấn luyện viên: |    |                        |        |        |
| Petar Šegrt      |    |                        |        |        |

| GK                | 21 | Mostafa Matar          | 77'   |     |
| RB                | 13 | Khalil Khamis          |       |     |
| CB                | 12 | Robert Alexander Melki |       |     |
| LB                | 18 | Kassem El Zein         | 56'   |     |
| RM                | 6  | Hussein Zein           | 90‎+‎4' |     |
| RCM               | 20 | Ali Tneich             |       | 82' |
| CM                | 22 | Bassel Jradi           |       | 82' |
| LCM               | 25 | Hasan Srour            |       |     |
| LM                | 5  | Nassar Nassar          |       | 82' |
| CF                | 11 | Omar Bugiel            |       | 67' |
| CF                | 7  | Hassan Maatouk (c)     |       | 58' |
| Thay người:       |    |                        |       |     |
| MF                | 16 | Walid Shour            |       | 58' |
| FW                | 9  | Hilal El-Helwe         |       | 67' |
| MF                | 10 | Mohamad Haidar         |       | 82' |
| FW                | 19 | Daniel Kuri            |       | 82' |
| FW                | 24 | Gabriel Bitar          |       | 82‎' |
| Huấn luyện viên:  |    |                        |       |     |
| Miodrag Radulović |    |                        |       |     |

| Cầu thủ xuất sắc của trận đấu: Trợ lý trọng tài: Watheq Al-Swaiedi (Iraq) Ahmed Al-Baghdadi (Iraq) Trọng tài thứ tư: Ahmed Al-Kaf (Oman) Trợ lý trọng tài dự bị: Rashid Al-Ghaithi (Oman) Trợ lý trọng tài video: Khalid Al-Turais (Ả Rập Xê Út) Trợ lý của trọng tài VAR: Mohammed Al Hoish (Ả Rập Xê Út) |

## Kỷ luật của bảng đấu
Điểm kỷ luật sẽ được sử dụng làm điểm hòa nếu thành tích chung cuộc và thành tích đối đầu của các đội bằng nhau. Số thẻ này được tính dựa trên số thẻ vàng và thẻ đỏ nhận được trong tất cả các trận đấu vòng bảng như sau:
- thẻ vàng thứ nhất: trừ 1 điểm;
- thẻ đỏ gián tiếp (thẻ vàng thứ hai): trừ 3 điểm;
- thẻ đỏ trực tiếp: trừ 4 điểm;
- thẻ vàng và thẻ đỏ trực tiếp: trừ 5 điểm;

Chỉ một trong số các khoản khấu trừ trên có thể được áp dụng cho một cầu thủ trong một trận đấu duy nhất.
| Đội tuyển  | Trận 1   | Trận 1                                    | Trận 1 | Trận 1            | Trận 2   | Trận 2                                    | Trận 2 | Trận 2            | Trận 3   | Trận 3                                    | Trận 3 | Trận 3            | Điểm |
| Đội tuyển  | Thẻ vàng | Thẻ vàng · Thẻ vàng-đỏ (thẻ đỏ gián tiếp) | Thẻ đỏ | Thẻ vàng · Thẻ đỏ | Thẻ vàng | Thẻ vàng · Thẻ vàng-đỏ (thẻ đỏ gián tiếp) | Thẻ đỏ | Thẻ vàng · Thẻ đỏ | Thẻ vàng | Thẻ vàng · Thẻ vàng-đỏ (thẻ đỏ gián tiếp) | Thẻ đỏ | Thẻ vàng · Thẻ đỏ | Điểm |
| ---------- | -------- | ----------------------------------------- | ------ | ----------------- | -------- | ----------------------------------------- | ------ | ----------------- | -------- | ----------------------------------------- | ------ | ----------------- | ---- |
| Qatar      | 2        |                                           |        |                   | 3        |                                           |        |                   | 3        |                                           |        |                   | –8   |
| Trung Quốc | 1        |                                           |        |                   | 1        |                                           |        |                   |          |                                           |        |                   | –2   |
| Tajikistan | 2        |                                           |        |                   | 3        |                                           | 1      |                   | 3        |                                           |        |                   | –11  |
| Liban      | 2        |                                           |        |                   |          |                                           |        |                   | 2        |                                           | 1      |                   | –7   |